# Peperomia kamerunana
Peperomia kamerunana är en pepparväxtart som beskrevs av C. Dc.. Peperomia kamerunana ingår i släktet peperomior, och familjen pepparväxter. Inga underarter finns listade i Catalogue of Life.